# Cossídeos
Cossídeos (Cossidae) é uma família de insectos da ordem Lepidoptera.

## Géneros
Estão descritos 117 géneros distribuídos por 4 subfamílias:
- Subfamília Cossinae
- Subfamília Cossulinae
- Subfamília Hypoptinae
- Subfamília Zeuzerinae